# Кервер, Мишель
Мише́ль Андре́ Керве́р (26 апреля 1927, Ченстохова —  19 ноября 2007, Женева) — французский математик, внёсший значительный вклад в топологию и алгебру.

## Научный вклад
- Доказал существование многообразий без гладкой структуры.
- Совместно с Джоном Милнором, нашёл число экзотических сферах во всех размерностях выше четырёх.
- Также известен вкладом в теорию узлов высших размерностей.

## Биография
Сын французского промышленника Андре Кервера и Нелли Деранкур.
После окончания средней школы во Франции, Кервер продолжил обучение в швейцарской высшей технической школе Цюриха (1947—1952). 
Защитил диссертацию под руководством Хайнца Хопфа в 1955 году.
Профессор института Куранта 1959—1971, а впоследствии и Женевского университета в 1971—1997 годах.
В 1997 вышел на пенсию. Являлся почётным членом швейцарского математического общества.

## Избранные публикации
- Kervaire, M. (1960), A manifold which does not admit any differentiable structure, Commentarii Mathematici Helvetici, 34: 257–270, doi:10.1007/BF02565940{{citation}}:  Википедия:Обслуживание CS1 (url-status) (ссылка)
- Kervaire, Michel A.[англ.]; Milnor, John W.[англ.]. Groups of homotopy spheres: I (англ.) // Annals of Mathematics : journal. — Princeton University Press, 1963. — Vol. 77, no. 3. — P. 504—537. — doi:10.2307/1970128. — JSTOR 1970128. This paper describes the structure of the group of smooth structures on an n-sphere for n > 4.
- Kervaire, M. (1965), Les nœuds de dimensions supérieures, Bulletin de la Société Mathématique de France, 93: 225–271, MR 0189052, Архивировано из оригинала 5 июня 2011, Дата обращения: 16 января 2016
- Kervaire, M. (1969), Smooth homology spheres and their fundamental groups, Transactions of the American Mathematical Society, 144: 67–72, doi:10.2307/1995269, JSTOR 1995269, MR 0253347
- Kervaire, Michel A.; Eliahou, Shalom (1990), Minimal resolutions of some monomial ideals, Journal of Algebra, 129 (1): 1–25, doi:10.1016/0021-8693(90)90237-I, MR 1037391